# Anoura luismanueli
Anoura luismanueli е вид бозайник от семейство Американски листоноси прилепи (Phyllostomidae).

## Разпространение
Видът е ендемичен за Венецуела и източния склон на Източна Кордилера в Колумбия.